# Michael Culkin
Pour les articles homonymes, voir Culkin.
Michael Culkin est un acteur irlandais.

## Filmographie

### Cinéma
- 1992 : Candyman : Professeur Philip Purcell
- 1993 : The Pros and Cons of Breathing : Investisseur
- 1994 : Ludwig van B. : Jakob Hotscevar
- 1995 : Candyman 2 : Philip Purcell
- 1997 : Le Cinquième Élément : l'homme lourd
- 1997 : Forever : Cole
- 1997 : Lolita : M. Leigh
- 1997 : The Woodlanders : Percombe
- 1998 : La Courtisane : l'évêque De La Torre
- 1998 : Place Vendôme : De Beers
- 1999 : Guns 1748 : Juge Beresteade
- 1999 : Un mari idéal : Oscar Wilde
- 2000 : Stars in Love : Lord Ludmurrey
- 2002 : The Hours : le médecin
- 2003 : Monsieur N. : Cockburn
- 2003 : The Tulse Luper Suitcases : Luper Authority
- 2004 : Adorable Julia : Rupert
- 2005 : Dot.Kill
- 2005 : Cold and Dark : Lardeson Dahl
- 2005 : Madame Henderson présente : le secrétaire de Lord Cormer
- 2005 : A Life in Suitcases : Luper Authority
- 2005 : Mrs. Palfrey at the Claremont : Willie
- 2006 : La Grande Croisade : Anselmus
- 2007 : L'Île aux trésors : Capitaine Smolett
- 2007 : Outlaw : l'avocat
- 2007 : La Ronde de nuit : Herman Wormskerck
- 2009 : Boogie Woogie : le père de Beth
- 2009 : Le Portrait de Dorian Gray : Lord Radley
- 2010 : Shanghai : Billy
- 2011 : La Dame de fer
- 2013 : Le Cinquième Pouvoir : Ralph Zilke
- 2013 : Justin et la Légende des Chevaliers : Sebastian
- 2014 : Mr. Turner
- 2015 : Charlie Mortdecai : Sir Graham
- 2015 : Mr. Holmes : le patron de la banque
- 2015 : Chicken : McClint
- 2017 : 55 Steps : Juge Farelly
- 2018 : Peterloo : Lord Herehere
- 2018 : Holmes and Watson : Juge Over
- 2019 : The Good Liar : Dr Livesey
- 2019 : The Nest : Arthur Davis

### Télévision
- 1997 : Kavanagh : Arnold Westrope (1 épisode)
- 1997 : Highlander : Bernie Crimmins (1 épisode)
- 1998 : Our Mutual Friend : M. Veneering (4 épisodes)
- 1998 : Inspecteur Morse : M. Williams (1 épisode)
- 1999 : Queer as Folk : Martin Brooks (1 épisode)
- 2001 : Tessa à la pointe de l'épée : Wellesley (1 épisode)
- 2001 : Perfect Strangers : Sidney (3 épisodes)
- 2002 : Sydney Fox, l'aventurière : Winston Hubbard (1 épisode)
- 2002 : Shackleton : Jack Morgan (2 épisodes)
- 2003 : En immersion : Hazlitt (2 épisodes)
- 2004 : Meurtres à l'anglaise : Raphael (1 épisode)
- 2004 : Murder City : Carl McCready (1 épisode)
- 2004 : La Femme mousquetaire : Claude (2 épisodes)
- 2005 : Holby City : Henry Markham (1 épisode)
- 2005 : Empire : Lucius (3 épisodes)
- 2005 : Rome : le magistrat président (1 épisode)
- 2008 : Scotland Yard, crimes sur la Tamise : le juge (2 épisodes)
- 2009 : Runaway : Edward (1 épisode)
- 2009-2010 : Garrow's Law : Juge Buller (12 épisodes)
- 2010 : M.I. High : M. Pronting (1 épisode)
- 2010 : The Secret Diaries of Miss Anne Lister : Charles Lawton
- 2010 : Doctors : Hugo Blandford (2 épisodes)
- 2012 : Downton Abbey : l'archevêque de York (2 épisodes)
- 2013 : Hercule Poirot : Savaranoff (1 épisode)
- 2013-2014 : Da Vinci's Demons : Jacopo Pazzi (5 épisodes)
- 2014 : Londres, police judiciaire : Lockwood (2 épisodes)
- 2015-2016 : Poldark : Horace Treneglos (7 épisodes)
- 2016 : Jericho : M. Claybourn (1 épisode)
- 2016 : Dark Angel : Sunderland Vicar (1 épisode)
- 2016 : Genius : Professeur Pernet (1 épisode)
- 2016-2017 : The Crown : Rab Butler (6 épisodes)
- 2018 : A Very English Scandal : Reginald Maudling (1 épisode)
- 2020 : La Chronique des Bridgerton : Lord Rutledge (1 épisode)